# Galina Urskaia
Galina Vasilievna Urskaia (în rusă Галина Васильевна Урская) (n. 10 decembrie 1957, satul Piatiletka, raionul Briansk, regiunea Briansk, Federația Rusă) este un om politic din Transnistria, care îndeplinește funcția de ministru al justiției al auto-proclamatei Republici Moldovenești Nistrene (din 2006). 

## Biografie
Galina Urskaia s-a născut la data de 10 decembrie 1957, în satul Piatiletka din raionul Briansk, regiunea Briansk (Federația Rusă), într-o familie de naționalitate rusă. A urmat cursurile Școlii Secundare din orașul Briansk (1965-1975), apoi a lucrat la Fabrica de pompe de vacuum din același oraș (1975-1978).
A urmat apoi cursurile Institutului Juridic „F.E. Dzerjinski” din Harkov (Ucraina) (1978-1982), fiind repartizată după absolvire în postul de consilier juridic al colhozului MHO din raionul Orhei (RSS Moldovenească). Între anii 1984-1987 a lucrat în postul de consilier juridic al unității 29/3 a Ministerului Securității Naționale din RSS Moldovenească, apoi în perioada 1987-1992 consilier juridic al Fabricii de Mobilă din Orhei.
În februarie 1992 s-a transferat pe postul de consilier juridic superior la Fabrica de echipament electric din Tiraspol. Începând din decembrie 1992, a lucrat la Curtea de Arbitraj a auto-proclamatei Republici Moldovenești Nistrene, devenind în martie 1997 vicepreședinte al curții. A absolvit în această perioadă cursurile postuniversitate organizate de Academia de Economie Națională de pe lângă Guvernul Federației Ruse (1997) și de Academia de Administrație Publică de pe lângă președintele Federației Ruse (1999).
La data de 30 octombrie 2006, Galina Urskaia a fost numită în funcția de ministru al justiției al republicii separatiste Transnistria, fiind confirmată în post în ianuarie 2007. În noiembrie 2006, prin Decretul nr. 680 al președintelui RMN din 27 noiembrie 2006 a primit gradul de "Consilier de stat pentru probleme de justiție al Republicii Moldovenști Nistrene".
La data de 25 februarie 2008, pe baza reexaminării Poziției comune 2004/179/PESC, Uniunea Europeană a inclus-o pe o listă a transnistrenilor cărora li s-a interzis călătoria în spațiul UE, fiind considerată răspunzătoare de conceperea și punerea în practică a campaniei de intimidare și închidere a școlilor moldovene cu grafie latină din regiunea Transnistria din Republica Moldova .
Galina Urskaia deține titlul onotific de Jurist fruntaș al Republicii Moldovenești Nistrene (2000), având cele mai înalte grade profesionale. A fost decorată cu Ordinul de Onoare (2005), cu Medalia "Pentru muncă susținută" (1997) și cu Medalia "Pentru serviciu ireproșabil" clasa a III-a (2002), prin decretul președintelui Igor Smirnov. Este căsătorită și are doi fii.